# Rhizoecus demerarae
Rhizoecus demerarae är en insektsart som beskrevs av Williams och Granara de Willink 1992. Rhizoecus demerarae ingår i släktet Rhizoecus och familjen ullsköldlöss.
Artens utbredningsområde är Guyana. Inga underarter finns listade i Catalogue of Life.